# Região Autônoma Magiar
Região Autônoma Magiar [a] (1952-1960) (em romeno: Regiunea Autonomă Maghiară, em húngaro: Magyar Autonóm Tartomány) e Região Autônoma Mureş-Magiar (1960-1968) foram regiões autônomas criadas na República Popular da Romênia (mais tarde República Socialista da Romênia) como uma forma de obter o respaldo dos húngaros que residiam dentro da Romênia.